# Giorgio Martino
Giorgio Martino (Roma, 2 dicembre 1942) è un giornalista e telecronista sportivo italiano.

## Biografia
Laureato in Scienze politiche, giornalista professionista dal 1970, ha lavorato in RAI fino al 2000, quando ha lasciato l'azienda radiotelevisiva di Stato. Dallo stesso anno sino al 2008 (quando è andato in pensione) è stato direttore dell'emittente satellitare Roma Channel. È stato opinionista al Processo di Biscardi, in onda sul circuito televisivo T9.

### Carriera
Dopo avere vinto un concorso per radio-telecronisti, bandito dalla RAI nel 1968, inizia la sua carriera nell'ambito sportivo come telecronista di ciclismo, calcio, pallavolo, nuoto, pallanuoto e tuffi. Seguendo queste discipline, partecipa a svariate edizioni dei Giochi olimpici e dei Campionati europei e Mondiali di calcio (sua la telecronaca italiana dell'incontro Argentina-Inghilterra, quarto di finale dell'edizione del 1986 (in Messico), partita passata alla storia per il gol capolavoro di Diego Armando Maradona e per il gol di mano sempre del giocatore argentino).
Inizialmente figura come terzo telecronista (dopo Nando Martellini e Bruno Pizzul) e successivamente come secondo (dopo Bruno Pizzul) per il calcio. Questa qualifica lo porta a commentare molte partite di semifinale e di finale per il terzo e quarto posto al Campionato mondiale di calcio ed ai Campionato europeo di calcio.
In particolare commenta la semifinale Germania Ovest-Francia nel Mondiale di Spagna 1982 e la finale per il terzo posto del Campionato mondiale di calcio 1990: è stata una delle due partite dell'Italia non commentate da Bruno Pizzul durante il suo incarico (1986-2002), poiché il telecronista friulano era a Roma per commentare la finalissima dell'indomani.
Sua è la prima telecronaca di una partita di calcio italiana trasmessa a colori (Genoa-Torino del 6 febbraio 1977, durante la sintesi della Serie A, in sostituzione di Nando Martellini, bloccato a casa da un forte mal di schiena). In questi anni è anche secondo telecronista di ciclismo, affiancando Adriano De Zan in molte edizioni del Giro d'Italia e in altre corse in linea.
È stato inoltre telecronista principale di nuoto e pallanuoto: sue le telecronache delle 7 gare che portarono al leggendario record di Mark Spitz. Ha partecipato anche alle rubriche Eurogol e Tg2 Sport Oretredici e condotto in RAI la trasmissione Stadio Sprint.
Ha fatto una breve apparizione nel film L'allenatore nel pallone e nella serie televisiva I Cesaroni, in un episodio della seconda serie.
Nel 2019 ha pubblicato il libro Gimondi & Merckx - La sfida (Kenness Editore).

## Le principali conduzioni
- Eurogol a fianco di Gianfranco De Laurentiis dal 1977
- Domenica Sprint, della quale era anche uno dei membri della redazione
- Diretta Sport, insieme o in alternanza con Maurizio Barendson, Gianfranco De Laurentiis, Gianni Minà
- Stadio Sprint, al fianco con Gianfranco De Laurentiis solo nel triennio 1995-1997, con Aldo Agroppi (solo nel biennio 95-96), Vincenzo D'Amico dal 1995 al 2000
- Pomeriggio sportivo, alcune puntate
- varie edizioni del Dopo Giro